# 福智大學籌設案
福智大學籌設案，是2000年代的臺灣民間興學計畫，由福智文教基金會主導，規劃於雲林縣古坑鄉設立一間綜合大學。該案歷時9年，2008年7月，中華民國教育部以高等教育市場趨於飽和為由暫緩審議，福智案遂告終止。
2012年1月，教育部發布《宗教研修學院設立辦法》，福智文教基金會以「福智宗教學院」提出申請，直至2016年大學啟建方重新啟動。此後取得土地開發許可，2021動工。

## 籌設過程
1999年，福智文教基金會向台灣糖業公司承租臺灣雲林縣古坑鄉麻園村的土地，將原來的甘蔗田闢為有機農場，成立慈心有機農業發展基金會。2000年起，福智文教基金會計畫在該處成立福智教育園區，包含小學、中學及大學。
但福智大學籌設案並不順利，福智文教基金會創辦人釋日常也於2004年圓寂。其弟子繼續推動籌設案，於2006年更改籌設計畫，再度提出申請，仍未獲教育部同意。在多次的挫敗之後，福智於2008年7月放棄該案。
2012年1月19日，教育部發布《宗教研修學院設立辦法》，為福智文教基金會籌辦大學帶來曙光。同年5月，福智文教基金會重新以「福智宗教學院」提出申請；7月，教育部回函肯定福智文教基金會團體辦學目的切合時代潮流，課程規劃具有特色。
2013年1月，教育部核准成立「福智學校財團法人」。6月，福智學校財團法人成立「福智佛教學院籌備處」。12月，福智學校法人檢具「福智佛教學院籌設計畫書」向教育部申請籌設。
2015年3月，台糖依新釋出辦法，重新辦理土地公開標租，由福智學校財團法人得標，5月簽訂設定地上權協議書。12月，教育部辦理「福智佛教學院籌設計畫」實地會勘。2016年，福智佛教學院正進行籌設許可的申請階段，並邁向新的里程碑——土地開發許可申辦、校舍興建、立案申請等關鍵作業將陸續進行。

## 外部連結
- 福智全球資訊網 （页面存档备份，存于）
- 福智佛教基金會 （页面存档备份，存于）
- 福智文教基金會 （页面存档备份，存于）
- 福智佛教學院籌備處 （页面存档备份，存于）